# Rivery
Rivery és un municipi francès situat al departament del Somme i a la regió dels Alts de França. L'any 2007 tenia 3.378 habitants.

## Demografia

### Població
El 2007 la població de fet de Rivery era de 3.378 persones. Hi havia 1.435 famílies de les quals 393 eren unipersonals (88 homes vivint sols i 305 dones vivint soles), 516 parelles sense fills, 386 parelles amb fills i 140 famílies monoparentals amb fills.
La població ha evolucionat segons el següent gràfic:
Habitants censats

### Habitatges
El 2007 hi havia 1.509 habitatges, 1.456 eren l'habitatge principal de la família, 3 eren segones residències i 50 estaven desocupats. 1.375 eren cases i 123 eren apartaments. Dels 1.456 habitatges principals, 1.109 estaven ocupats pels seus propietaris, 322 estaven llogats i ocupats pels llogaters i 25 estaven cedits a títol gratuït; 43 tenien una cambra, 62 en tenien dues, 173 en tenien tres, 491 en tenien quatre i 687 en tenien cinc o més. 1.057 habitatges disposaven pel capbaix d'una plaça de pàrquing. A 740 habitatges hi havia un automòbil i a 486 n'hi havia dos o més.

### Piràmide de població
La piràmide de població per edats i sexe el 2009 era:
| Homes | Edats   | Dones |
| ----- | ------- | ----- |
| 0     | 95 o +  | 0     |
| 4     | 90 a 94 | 8     |
| 12    | 85 a 89 | 24    |
| 20    | 80 a 84 | 20    |
| 68    | 75 a 79 | 112   |
| 104   | 70 a 74 | 120   |
| 108   | 65 a 69 | 116   |
| 108   | 60 a 64 | 128   |
| 100   | 55 a 59 | 96    |
| 132   | 50 a 54 | 124   |
| 140   | 45 a 49 | 172   |
| 124   | 40 a 44 | 128   |
| 88    | 35 a 39 | 80    |
| 92    | 30 a 34 | 96    |
| 84    | 25 a 29 | 108   |
| 112   | 20 a 24 | 88    |
| 116   | 15 a 19 | 148   |
| 104   | 10 a 14 | 128   |
| 76    | 5 a 9   | 64    |
| 44    | 0 a 4   | 72    |

## Economia
El 2007 la població en edat de treballar era de 2.076 persones, 1.436 eren actives i 640 eren inactives. De les 1.436 persones actives 1.296 estaven ocupades (671 homes i 625 dones) i 141 estaven aturades (76 homes i 65 dones). De les 640 persones inactives 216 estaven jubilades, 272 estaven estudiant i 152 estaven classificades com a «altres inactius».

### Ingressos
El 2009 a Rivery hi havia 1.451 unitats fiscals que integraven 3.344,5 persones, la mediana anual d'ingressos fiscals per persona era de 19.559 €.

### Activitats econòmiques
Dels 181 establiments que hi havia el 2007, 1 era d'una empresa de fabricació de material elèctric, 8 d'empreses de fabricació d'altres productes industrials, 32 d'empreses de construcció, 82 d'empreses de comerç i reparació d'automòbils, 4 d'empreses de transport, 6 d'empreses d'hostatgeria i restauració, 2 d'empreses d'informació i comunicació, 7 d'empreses financeres, 10 d'empreses immobiliàries, 14 d'empreses de serveis, 5 d'entitats de l'administració pública i 10 d'empreses classificades com a «altres activitats de serveis».
Dels 61 establiments de servei als particulars que hi havia el 2009, 1 era una oficina del servei públic d'ocupació, 1 oficina de correu, 19 tallers de reparació d'automòbils i de material agrícola, 1 taller d'inspecció tècnica de vehicles, 1 establiment de lloguer de cotxes, 4 paletes, 3 guixaires pintors, 3 fusteries, 2 lampisteries, 11 electricistes, 1 empresa de construcció, 5 perruqueries, 3 restaurants, 5 agències immobiliàries i 1 tintoreria.
Dels 13 establiments comercials que hi havia el 2009, 1 era, 1 un hipermercat, 1 una gran superfície de material de bricolatge, 1 una botiga de menys de 120 m², 1 una fleca, 1 una peixateria, 3 botigues de roba, 2 botigues d'electrodomèstics, 1 una botiga d'electrodomèstics i 1 una joieria.
L'any 2000 a Rivery hi havia 10 explotacions agrícoles que ocupaven un total de 135 hectàrees.

## Equipaments sanitaris i escolars
L'únic equipament sanitari que hi havia el 2009 era una farmàcia.
El 2009 hi havia 1 escola maternal i 2 escoles elementals. Rivery disposava d'un col·legi d'educació secundària amb 565 alumnes.
Rivery disposava d'un centre de formació no universitària superior de formació sanitària.

## Poblacions més properes
El següent diagrama mostra les poblacions més properes.